# Red Road (film)

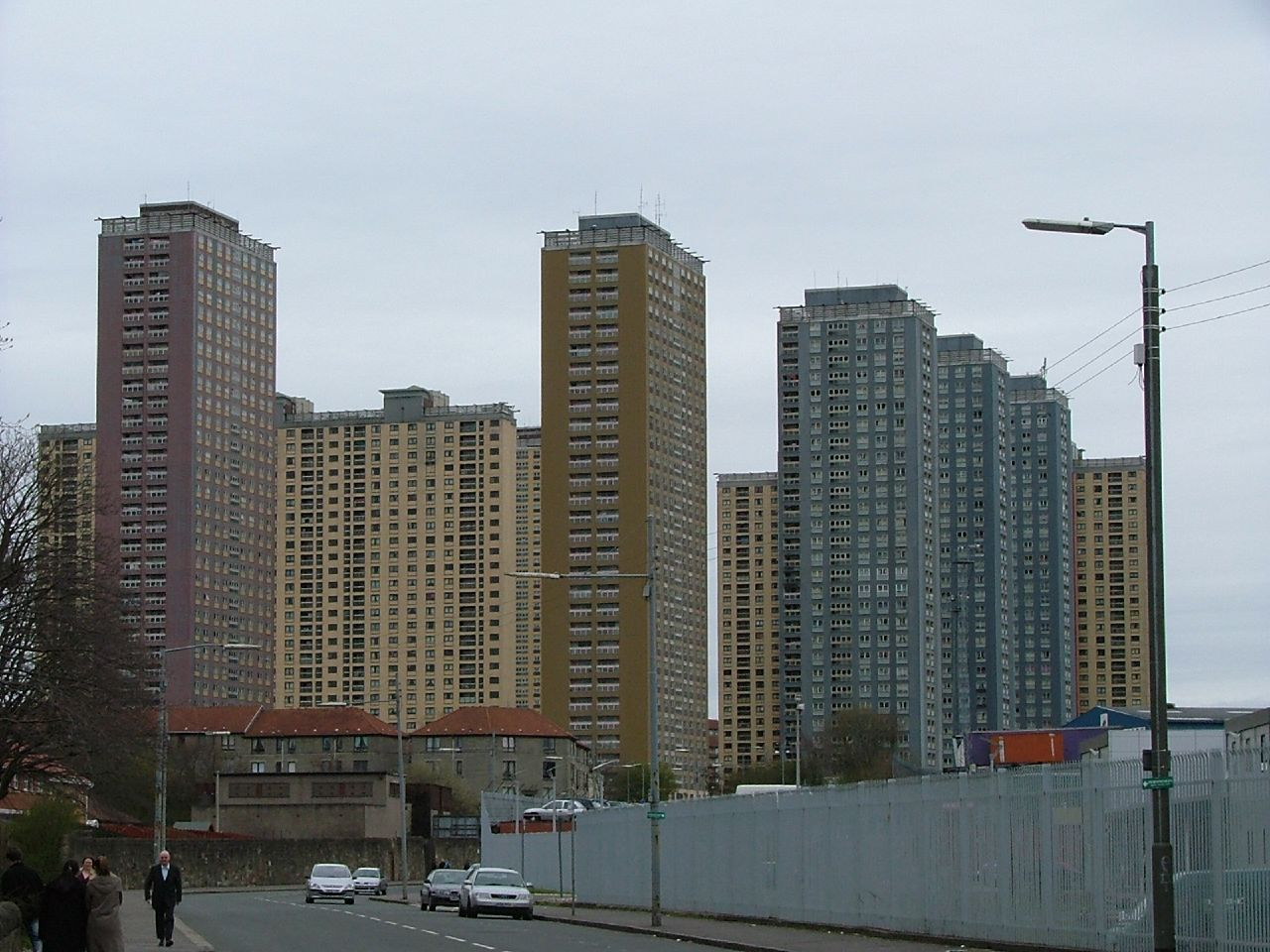
De flats van Red Road, waar de film zich afspeelt

Red Road is een Brits/Deense (Engels gesproken) thriller/dramafilm uit 2006, geregisseerd door Andrea Arnold. Ze schreef het verhaal samen met Anders Thomas Jensen en Lone Scherfig. Red Road won onder meer de juryprijs op het Filmfestival van Cannes en vijf Schotse BAFTA Awards. Arnold won daarnaast een officiële BAFTA Award als meest veelbelovende nieuwkomer.

## Inhoud

### Intro
Jackie (Kate Dickie) werkt als beveiligingsbeambte in een kantoor dat middels tientallen camera's de stad in de gaten houdt. Wanneer ze iets ziet dat niet door de beugel kan, licht ze de benodigde instanties in en maakt ze opnamen waarmee verdachten te identificeren zijn. Op een dag schrikt ze wanneer Clyde Henderson (Tony Curran) op een van haar schermen opduikt.

### Verhaal
Zonder dat de kijker weet wat de relatie tussen Henderson en Jackie is, gaat zij op persoonlijke titel op onderzoek uit. De man blijkt ooit veroordeeld te zijn tot tien jaar gevangenisstraf, maar is vervroegd vrijgelaten. Waar de straf voor was wordt voorlopig niet duidelijk. Terwijl Jackie zich steeds minder concentreert op haar werk, steekt ze steeds meer tijd in Henderson. Ze achtervolgt hem waar hij heen gaat en zoekt plaatsen op waar hij geweest is. Het enige dat duidelijk wordt is dat Jackie de man haat. Henderson toont daarentegen nooit een spoor van herkenning wanneer ze bij hem in de buurt is.
Via Hendersons vriend Stevie (Martin Compston) en zijn vriendin April (Nathalie Press) werkt Jackie zich gaandeweg het leven van haar doelwit in. Deze raakt gecharmeerd van haar en de twee slaan aan het flirten. Dit leidt uiteindelijk tot een wilde vrijpartij. Net wanneer Henderson tot een hoogtepunt gekomen is, gaat Jackie er in een noodvaart vandaar. Op een toilet haalt ze zijn zaadlozing uit het condoom en brengt dat bij zichzelf in. Vervolgens scheurt ze haar kleren kapot en bewerkt ze haar gezicht met een steen. Dan belt ze de politie en geeft Henderson aan voor verkrachting.

### Climax
Wanneer Henderson opgepakt is, wordt Jackie 's nachts aangevallen door Stevie. Hij eist een verklaring voor haar actie. Hij heeft jarenlang met Henderson in een gevangeniscel gezeten zonder dat die zich één keer misdroeg en gelooft daarom niets van de verkrachting. Onder druk van Stevie, verklaart Jackie voor het eerst in de film waarom ze het op Henderson voorzien heeft. Hij reed jaren geleden, onder invloed van crack, haar man en dochtertje dood, toen die stonden te wachten bij een bushalte. Daarop spreekt Stevie zijn medeleven uit en vertrekt.
Mede door Stevies verklaring over Hendersons karakter en arme afkomst, belt ze de volgende dag de politie om haar aanklacht in te trekken. Wanneer de man door de bus weer thuis afgezet wordt, wil hij in eerste instantie niets meer van haar weten. Dan gooit ze hem het verhaal over haar man en kind voor de voeten, waarop hij zich bedenkt. Samen met Jackie gaat Henderson naar de plek waar het noodlottige ongeval ooit gebeurde en vertelt precies wat hij er nog van weet. Dat blijkt precies wat ze al die jaren nodig had. Ze kan nu eindelijk haar schoonouders opzoeken en beginnen met het verleden verwerken.

## Wetenswaardigheden
- Het Red Road uit de titel staat voor de buurt waaruit Henderson en Stevie afkomstig zijn. Het merendeel van de mensen die hier woont, leeft onder armoedige omstandigheden en heeft weinig perspectief op een veel betere toekomst. Vaak zijn de bewoners in de steek gelaten door familie en/of vrienden en proberen ze op hun manier er het beste van te maken.
- Red Road is de eerste van drie films van de The Advance Party, een groep die op de uitdaging van Lars von Trier inging om drie films met dezelfde groep personages te maken. Ieder deel wordt gemaakt door debuterende regisseurs en producers. Deel twee en drie worden geregisseerd door Morag McKinnon (Glasgow) en Mikkel Nørgaard (Kopenhagen).

## Prijzen
- BAFTA Awards - Meest veelbelovende nieuwkomer (Arnold)
- BAFTA Awards Scotland - Beste acteur in een Schotse film (Curran), Beste actrice in een Schotse film (Dickie), Beste regisseur (Arnold), Beste film, Beste Screenplay (Arnold)
- British Film Institute Awards - Sutherland Trophy (Arnold)
- British Independent Film Awards - beste acteur (Curran), beste actrice (Dickie)
- Filmfestival van Cannes - Juryprijs (Arnold)
- Chlotrudis Awards (Verenigde Staten) - beste actrice (Dickie)
- Dinard British Film Festival (Frankrijk) - Coup de Coeur (Arnold)
- Göteborg Film Festival (Zweden) - Internationaal Debuut Award (Arnold)
- London Critics Circle Film Awards - beste nieuwkomer van het jaar (Arnold)
- Miami Film Festival - FIPRESCI Prijs, Speciale Juryprijs (beide Arnold)
- Montréal Festival of New Cinema (Canada)- beste actrice (Dickie)
- Philadelphia Film Festival - beste regiedebuut (Arnold)